# Rauvolfia tetraphylla
Rauvolfia tetraphylla és una espècie de planta dins la família de les apocinàcies. És un arbust o un arbret. És una planta nativa de l'Amèrica tropical. En anglès rep el nom comú de devil-pepper (pebre del dimoni). S'ha cultivat tant com planta ornamental com a font de productes farmacèutics. A Espanya figura en la llista de plantes de venda regulada. S'ha naturalitzat a altres llocs tropicals com Australasia, Indoxina i Índia.